# 染谷家具店 (千葉県の企業)
株式会社染谷家具店（そめやかぐてん）は千葉県習志野市にある家具・インテリアを販売する小売店である。本社は千葉県習志野市にある。

## 会社概要
1968年（昭和43年）にフランスベッド販売店として契約して以来、36年にわたって、フランスベッド商品を販売している。近年は家具メーカーとタイアップしての店外イベントも複数回開催している。